# Litteraturåret 1864

## Priser och utmärkelser
- Letterstedtska priset för översättningar – Hans Magnus Melin för översättningen av Gamla testamentet

## Nya böcker

### A – G
- Anteckningar från ett källarhål av Fjodor Dostojevskij
- De förtrampade av Fjodor Dostojevskij

### H – N
- Kongs-Emnerne, drama av Henrik Ibsen

### O – U
- Till jordens medelpunkt av Jules Verne.

### V – Ö
- William Shakespeare av Victor Hugo

## Födda
- 8 juli – Pelle Molin (död 1896), svensk författare och konstnär.
- 20 juli – Erik Axel Karlfeldt (död 1931), svensk författare och nobelpristagare.
- 6 september – Ida Trotzig (död 1943), svensk konstnär, etnograf, japanolog och författare.
- 29 november – Adolf Wölfli (död 1930), schweizisk konstnär, författare och kompositör.